# مرحله قهرمانی لیگ قهرمانان کونکاکاف ۰۹–۲۰۰۸
مرحله قهرمانی لیگ قهرمانان کونکاکاف ۰۹–۲۰۰۸ در ۲۴ فوریه ۲۰۰۹ آغاز شد. قرعه کشی مرحله قهرمانی در ۱۰ دسامبر ۲۰۰۸ برگزار شد. در هر دور، تیم‌ها یک بار در خانه و یک بار خارج از خانه با حریف خود بازی کردند. چهار تیم اول مرحله گروهی بازی برگشت را در خانه خود در مرحله یک‌چهارم نهایی برگزار کردند. ترتیب دیدارهای خانگی و خارج از خانه برای مرحله نیمه نهایی و نهایی در قرعه کشی مشخص شد.
در تمام مراحل، اگر دو تیم بعد از هر دو بازی مساوی شوند، تیمی که بیشترین گل را در خارج از خانه داشته باشد، برنده است. اگر دو تیم در گل‌های خارج از خانه نیز مساوی باشند، دو نیمه پانزده دقیقه‌ای وقت اضافه انجام می‌شود. اگر دو تیم در مجموع گل‌های بعد از وقت اضافه همچنان مساوی باشند، ضربات پنالتی برنده را مشخص می‌کند.

## نمودار
|  | یک‌چهارم نهایی     | یک‌چهارم نهایی     | یک‌چهارم نهایی | یک‌چهارم نهایی | یک‌چهارم نهایی |   |                   | نیمه نهایی        | نیمه نهایی | نیمه نهایی | نیمه نهایی | نیمه نهایی |  |  | فینال     | فینال     | فینال | فینال | فینال |
|  |                   |                   |               |               |               |   |                   |                   |            |            |            |            |  |  |           |           |       |       |       |
|  | پورتوریکو آیلندرز | پورتوریکو آیلندرز | ۲             | ۱             | ۳             |   |                   |                   |            |            |            |            |  |  |           |           |       |       |       |
|  | ماراتن            | ماراتن            | ۱             | ۰             | ۱             |   |                   |                   |            |            |            |            |  |  |           |           |       |       |       |
|  | ماراتن            | ماراتن            | ۱             | ۰             | ۱             |   | پورتوریکو آیلندرز | پورتوریکو آیلندرز | ۲          | ۱          | ۳          |            |  |  |           |           |       |       |       |
|  |                   |                   |               |               |               |   | پورتوریکو آیلندرز | پورتوریکو آیلندرز | ۲          | ۱          | ۳          |            |  |  |           |           |       |       |       |
|  |                   | کروز آزول (پ)     | کروز آزول (پ) | ۰             | ۳             | ۳ |                   |                   |            |            |            |            |  |  |           |           |       |       |       |
|  | کروز آزول         | کروز آزول         | کروز آزول (پ) | ۰             | ۳             | ۳ | ۱                 | ۱                 | ۲          |            |            |            |  |  |           |           |       |       |       |
|  | کروز آزول         | کروز آزول         |               |               |               |   | ۱                 | ۱                 | ۲          |            |            |            |  |  |           |           |       |       |       |
|  | اونام             | اونام             | ۰             | ۰             | ۰             |   |                   |                   |            |            |            |            |  |  |           |           |       |       |       |
|  |                   |                   |               |               |               |   |                   |                   |            |            |            |            |  |  | کروز آزول | کروز آزول | ۰     | ۰     | ۰     |
|  |                   |                   | آتلانتی       | آتلانتی       | ۲             | ۰ | ۲                 |                   |            |            |            |            |  |  |           |           |       |       |       |
|  | مونترال ایمپکت    | مونترال ایمپکت    | ۲             | ۲             | ۴             |   |                   |                   |            |            |            |            |  |  |           |           |       |       |       |
|  | سانتوس لاگونا     | سانتوس لاگونا     | ۰             | ۵             | ۵             |   |                   |                   |            |            |            |            |  |  |           |           |       |       |       |
|  | سانتوس لاگونا     | سانتوس لاگونا     | ۰             | ۵             | ۵             |   | سانتوس لاگونا     | سانتوس لاگونا     | ۲          | ۱          | ۳          |            |  |  |           |           |       |       |       |
|  |                   |                   |               |               |               |   | سانتوس لاگونا     | سانتوس لاگونا     | ۲          | ۱          | ۳          |            |  |  |           |           |       |       |       |
|  |                   | آتلانتی           | آتلانتی       | ۱             | ۳             | ۴ |                   |                   |            |            |            |            |  |  |           |           |       |       |       |
|  | هیوستون دینامو    | هیوستون دینامو    | آتلانتی       | ۱             | ۳             | ۴ | ۱                 | ۰                 | ۱          |            |            |            |  |  |           |           |       |       |       |
|  | هیوستون دینامو    | هیوستون دینامو    |               |               |               |   | ۱                 | ۰                 | ۱          |            |            |            |  |  |           |           |       |       |       |
|  | آتلانتی           | آتلانتی           | ۱             | ۳             | ۴             |   |                   |                   |            |            |            |            |  |  |           |           |       |       |       |

## یک‌چهارم نهایی
بازی‌های رفت مرحله یک‌چهارم نهایی از ۲۴ تا ۲۶ فوریه ۲۰۰۹ برگزار شد، در حالی که بازی‌های برگشت از ۳ تا ۵ مارس ۲۰۰۹ برگزار شد.
| تیم ۱             | نتیجه‌نهایی | تیم ۲         | بازی رفت | بازی برگشت |
| ----------------- | ---------- | ------------- | -------- | ---------- |
| هیوستون دینامو    | ۱–۴        | آتلانتی       | ۱–۱      | ۰–۳        |
| مونترال ایمپکت    | ۴–۵        | سانتوس لاگونا | ۲–۰      | ۲–۵        |
| پورتوریکو آیلندرز | ۳–۱        | ماراتن        | ۲–۱      | ۱–۰        |
| کروز آزول         | ۲–۰        | اونام         | ۱–۰      | ۱–۰        |

### بازی رفت
| هیوستون دینامو | ۱–۱      | آتلانتی   |
| -------------- | -------- | --------- |
| باسول ۳۰'      | (Report) | پریرا ۸۲' |

| مونترال ایمپکت  | ۲–۰      | سانتوس لاگونا |
| --------------- | -------- | ------------- |
| سبرانگو ۵'، ۷۷' | (Report) |               |

| کروز آزول | ۱–۰      | اونام |
| --------- | -------- | ----- |
| لوزانو ۵' | (Report) |       |

| پورتوریکو آیلندرز          | ۲–۱      | ماراتن       |
| -------------------------- | -------- | ------------ |
| آدلری ۷۴' · جاگدئوسینگ ۸۰' | (Report) | پالاسیوس ۴۱' |

### بازی برگشت
| آتلانتی                                | ۳–۰      | هیوستون دینامو |
| -------------------------------------- | -------- | -------------- |
| ناوارو ۲۴' · مارکس ۳۷' · مالدونادو ۹۰' | (Report) |                |

| ماراتن | ۰–۱      | پورتوریکو آیلندرز |
| ------ | -------- | ----------------- |
|        | (Report) | آدلری ۹۰'         |

| اونام | ۰–۱      | کروز آزول  |
| ----- | -------- | ---------- |
|       | (Report) | ریوروس ۸۶' |

| سانتوس لاگونا                                    | ۵–۲      | مونترال ایمپکت          |
| ------------------------------------------------ | -------- | ----------------------- |
| بنیتز ۱۶' · وئوسو ۵۲'، ۷۵' · کینترو ۹۰+۲'، ۹۰+۵' | (Report) | براون ۲۴' · سبرانگو ۳۸' |

## نیمه نهایی
بازی‌های رفت مرحله نیمه نهایی از ۱۷ تا ۱۸ مارس ۲۰۰۹ برگزار شد، در حالی که بازی‌های برگشت از ۷ تا ۸ آوریل ۲۰۰۹ برگزار شد.
| تیم ۱             | نتیجه‌نهایی  | تیم ۲     | بازی رفت | بازی برگشت |
| ----------------- | ----------- | --------- | -------- | ---------- |
| پورتوریکو آیلندرز | ۳–۳ (۲–۴ پ) | کروز آزول | ۲–۰      | ۱–۳ (و.ا.) |
| سانتوس لاگونا     | ۳–۴         | آتلانتی   | ۲–۱      | ۱–۳        |

### بازی رفت
| پورتوریکو آیلندرز    | ۲–۰      | کروز آزول |
| -------------------- | -------- | --------- |
| گبندی ۴' · آدلری ۳۷' | (Report) |           |

| سانتوس لاگونا  | ۲–۱      | آتلانتی   |
| -------------- | -------- | --------- |
| کینترو ۶'، ۷۵' | (Report) | پریرا ۳۵' |

### بازی برگشت
| کروز آزول                                  | ۳–۱ (و.ا.) | پورتوریکو آیلندرز                   |
| ------------------------------------------ | ---------- | ----------------------------------- |
| زبایوس ۴۴' · اوروزکو ۸۴' · ویلالوز ۹۹'     | (Report)   | گبندی ۹۲'                           |
| ضربات پنالتی                               |            |                                     |
| زبایوس · آندراده · تورادو · لوگو · اوروزکو | ۴–۲        | آریتا · دلگادو · جاگدئوسینگ · کراسه |

| آتلانتی                                       | ۳–۱      | سانتوس لاگونا |
| --------------------------------------------- | -------- | ------------- |
| ری ۴۱' · مالدونادو ۷۳' · مارکس ۹۰+۴' (پنالتی) | (Report) | وئوسو ۶۷'     |

## فینال
بازی‌های فینال در ۲۲ آوریل و ۱۲ مه ۲۰۰۹ برگزار شدند. بازی برگشت در ابتدا برای ۲۹ آوریل برنامه ریزی شده بود، اما به دلیل نگرانی در مورد شیوع آنفولانزای خوکی در مکزیک توسط کونکاکاف تا ۱۲ مه به تعویق افتاد.
| تیم ۱     | نتیجه‌نهایی | تیم ۲   | بازی رفت | بازی برگشت |
| --------- | ---------- | ------- | -------- | ---------- |
| کروز آزول | ۰–۲        | آتلانتی | ۰–۲      | ۰–۰        |

| کروز آزول | ۰–۲ | آتلانتی                 |
| --------- | --- | ----------------------- |
|           |     | ناوارو ۱۷' · برمودز ۲۵' |

| آتلانتی | ۰–۰ | کروز آزول |
| ------- | --- | --------- |
|         |     |           |

| قهرمان لیگ قهرمانان کونکاکاف ۰۹–۲۰۰۸ |
| ------------------------------------ |
| مکزیک                                |
| آتلانتی دومین عنوان                  |